# René du Puy-Montbrun, seigneur de Villefranche et de la Jonchère

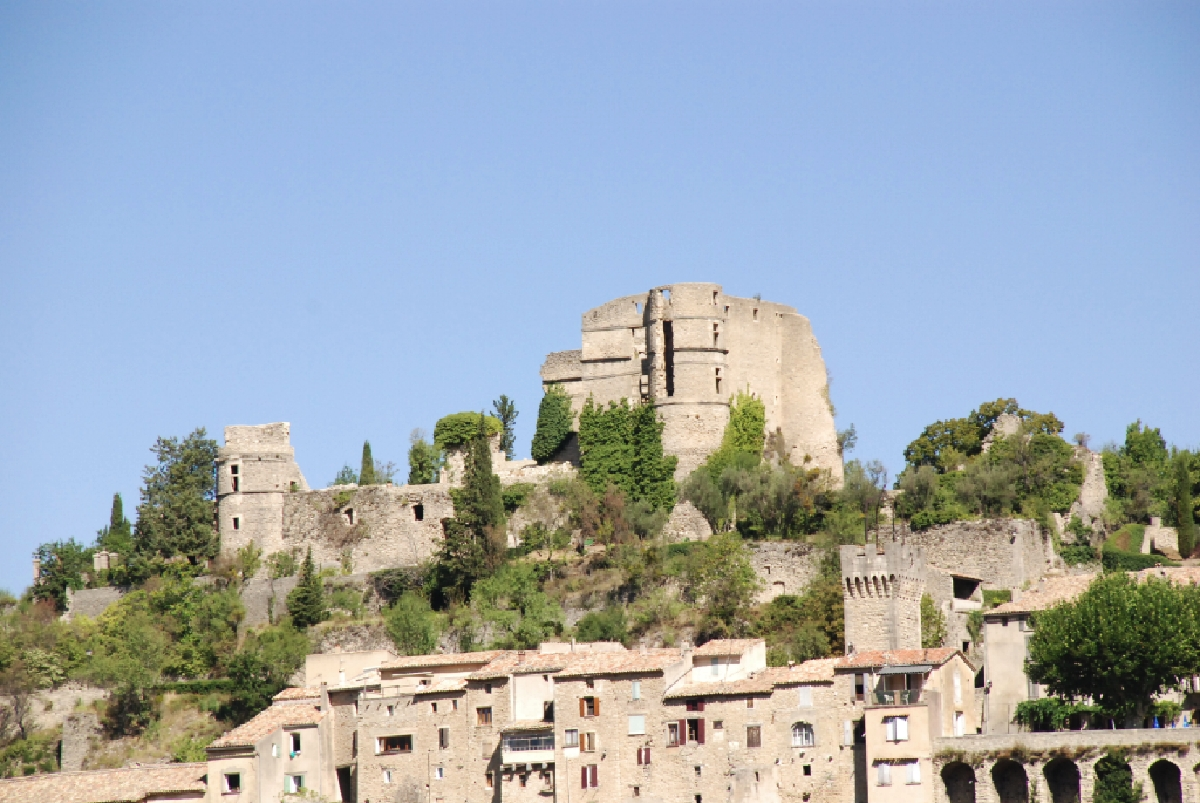
Château du Puy-Montbrun

René du Puy-Montbrun, seigneur de Villefranche et de la Jonchère, (* 1602 in Montbrun-les-Bains; † 23. Mai 1659) andere Schreibweisen auch: René du Puy-Montbrun, seigneur de Villa-Franca, Villafranca, Franca-villa, Villa Franch, Ville Franche, Villefrank, Fille frankhe, in den Quellen und in der Literatur oft nur Villefranche; war ein französischer Obrist in schwedischen Diensten und in der Zeit des Dreißigjährigen Kriegs kriegerisch tätig vor allem in Süddeutschland: im Klettgau, um Schaffhausen, bei Villingen, Überlingen und Nördlingen. 

## Familie
Er war der Bruder des Alexander du Puy-Montbrun, Marquis de St. André und stammte aus einer protestantischen Familie aus der Dauphiné. Sein Bruder Alexander du Puy-Montbrun war bereits 1631, wie er später selbst, Befehlshaber in der schwedischen Armee und wurde Statthalter von Pommern, nachdem er in der Schlacht bei Breitenfeld gegen Tilly siegreich war. In der Schlacht bei Nürnberg (1632) erlitt Alexander du Puy-Montbrun eine Verwundung und blieb wochenlang in Naumburg oder Torgau. Nach dem Tod des schwedischen Königs Gustav Adolf ging Alexander zur Armee des Herzogs Bernhard von Sachsen-Weimar. Alexander du Puy-Montbrun wurde von Albrecht von Wallenstein gefangen genommen und für drei Jahre (1633 bis 1636) eingesperrt in Lindau im Bodensee. 1636 kehrte er nach einem Gefangenenaustausch nach Frankreich zurück.

## Leben
René du Puy-Montbrun führte eine aus vier Kompanien bestehende Reiterschwadron, die 1632 unter dem Herzogadministrator Julius Friedrich von Württemberg in Frankreich, d. h. in Lothringen, angeworben worden war und 1633 unter dem Befehl Bernhards von Weimar stand.
Am 16. Januar 1633 wurde René du Puy-Montbrun auf der Burg Randegg gefangen genommen und auf die Burg Hohenstoffeln verbracht, dort entkam er laut dem Tagebucheintrag von Georg Michael Wepfer (1591–1659), dem Vater des Schaffhauser Arztes Johann Jakob Wepfer: an einem seil, so er uß der bettstatt genommen, durch das heimlich gemach über die Schlossmauer. Er schritt umgehend zur Vergeltung und ließ Weiterdingen einäschern, Burg Weiterdingen und die Herrschaft Grüningen übergab er dem württembergischen Rat Offenburger.
In der Landgrafschaft Klettgau kamen bei einem Gemetzel durch seine Reiter in Lottstetten mehr als 150 Bauern ums Leben, das Dorf wurde angezündet. 
Später beteiligte er sich an der Belagerung von Überlingen. Nach der Schlacht bei Nördlingen wurde seine Abteilung Bernhard von Weimar unterstellt.